# 2 Sagittae
2 Sagittae är en vit jätte i stjärnbilden Pilen.
Stjärnan har visuell magnitud 6,25 och befinner sig på ett avstånd av ungefär 365 ljusår.